# UCI America Tour 2023
Die UCI America Tour 2023 ist die 19. Austragung einer Serie von Straßenradrennen auf dem amerikanischen Kontinent, die zwischen dem 6. Januar 2023 und dem 14. Oktober 2023 stattfindet. Die UCI America Tour ist Teil der UCI Continental Circuits und liegt von ihrer Wertigkeit unterhalb der UCI ProSeries und der UCI WorldTour.
Geplant sind 4 Eintagesrennen und 14 Etappenrennen, die in die UCI-Kategorien eingeteilt wurden.

## Rennen
| Datum                    | Land | Rennen                                         | Klasse | Sieger                 | Team                                         |
| ------------------------ | ---- | ---------------------------------------------- | ------ | ---------------------- | -------------------------------------------- |
| 6. – 8. Januar 2023      | ARG  | Giro del Sol                                   | 2.2    | Maximiliano Navarrete  | Gremios por el Deporte - Cutral Co           |
| 15. – 22. Januar 2023    | VEN  | Vuelta al Táchira                              | 2.2    | José Alarcon           | Gran Misión Transporte Venezuela             |
| 1. – 5. Februar 2023     | ARG  | Vuelta del Porvenir San Luis                   | 2.2    | Martín Vidaurre        | Chile                                        |
| 19. März 2023            | CHI  | Gran Premio de la Patagonia                    | 1.2    | abgesagt               | abgesagt                                     |
| 29. März – 2. April 2023 | GUA  | Vuelta Bantrab                                 | 2.2    | Óscar Sevilla          | Team Medellin-EPM                            |
| 26. – 30. April 2023     | USA  | Tour of the Gila                               | 2.2    | Alex Hoehn             | Above & Beyond Cancer Cycling p/b Bike World |
| 4. – 7. Mai 2023         | ARG  | Vuelta a Catamarca Internacional               | 2.2    | Miguel Ángel López     | Team Medellin-EPM                            |
| 11. – 14. Mai 2023       | ARG  | Vuelta a Formosa Internacional                 | 2.2    | Laureano Rosas         | Gremios por el deporte cutral CO             |
| 18. – 21. Mai 2023       | USA  | Joe Martin Stage Race                          | 2.2    | Riley Sheehan          | USA                                          |
| 14. – 16. Juni 2023      | CAN  | Tour de Beauce                                 | 2.2    | Luke Valenti           | Team Ecoflo Cronos                           |
| 16. – 25. Juni 2023      | COL  | Vuelta a Colombia                              | 2.2    | Miguel Ángel López     | Team Medellin - EPM                          |
| 9. Juli 2023             | CAN  | Delta Road Race                                | 1.2    | abgesagt               | abgesagt                                     |
| 19. – 23. Juli 2023      | CHI  | Vuelta Ciclista a Chiloe                       | 2.2    | abgesagt               | abgesagt                                     |
| 12. August 2023          | GUA  | Gran Premio Guatemala                          | 1.2    | Robigzon Leandro Oyola | Team Medellin - EPM                          |
| 13. August 2023          | GUA  | Gran Premio Chapin                             | 1.2    | Javier Jamaica         | Team Medellin - EPM                          |
| 19. – 20. August 2023    | ANT  | Subway 3 - Stage Race                          | 2.2    | abgesagt               | abgesagt                                     |
| 23. – 27. August 2023    | BRA  | Tour do Rio                                    | 2.2    | abgesagt               | abgesagt                                     |
| 25. – 30. September 2023 | ECU  | Vuelta al Ecuador                              | 2.2    | Robinson Chalapud      | Team Banco Guayaquil-Equador                 |
| 3. Oktober 2023          | BRA  | Grand Tour de Ciclismo de SC                   | 1.2    | Leangel Linarez        | Tavfer-Ovos Matinados-Mortágua               |
| 4. Oktober 2023          | BRA  | GP Uribici de Ciclismo                         | 1.2    | Roderick Asconeguy     | CA Villa Teresa                              |
| 5. Oktober 2023          | BRA  | GP Internacional de Ciclismo de Santa Catarina | 1.2    | Juan Felipe Rodriguez  | Pío Rico - Alcaldía La Vega                  |
| 17. – 26. November 2023  | GUA  | Vuelta a Guatemala                             | 2.2    | Gerson Toc             | Decoba-ASO Quetzaltenango                    |
| 16. – 25. Dezember 2023  | CRC  | Vuelta Ciclista a Costa Rica                   | 2.2    |                        |                                              |

## Gesamtwertung
| Platz | Fahrer            | Nation    | Team                    | Punkte  |
| ----- | ----------------- | --------- | ----------------------- | ------- |
| 1.    | Sepp Kuss         | USA       | Jumbo-Visma             | 2612,5  |
| 2.    | Neilson Powless   | USA       | EF Education – EasyPost | 2042,71 |
| 3.    | Matteo Jorgenson  | USA       | Movistar                | 1665    |
| 4.    | Santiago Buitrago | Kolumbien | Bahrain Victorious      | 1526,33 |
| 5.    | Michael Woods     | Kanada    | Israel – Premier Tech   | 1407,43 |

| Platz | Team | Nation | Punkte |
| ----- | ---- | ------ | ------ |
| 1.    |      |        |        |
| 2.    |      |        |        |
| 3.    |      |        |        |
| 4.    |      |        |        |
| 5.    |      |        |        |

| Platz | Nation    | Punkte  |
| ----- | --------- | ------- |
| 1.    | USA       | 9702,64 |
| 2.    | Kolumbien | 6256,61 |
| 3.    | Kanada    | 3980    |
| 4.    | Ecuador   | 2589,17 |
| 5.    | Venezuela | 1095    |